# Doris Metaxa
Doris Metaxa Howard (12 de juny de 1911 – 7 de setembre de 2007) fou una jugadora de tennis francesa d'origen grec.
Va disputar dues finals del Wimbledon Championships consecutives en la modalitat de dobles femenins, aconseguint el títol en la segona ocasió.
Es va casar amb el jugador de rugbi britànic Peter Dunsmore Howard.

## Torneigs de Grand Slam

### Dobles femenins: 2 (1−1)
| Resultat   | Núm. | Any  | Torneig                 | Parella       | Oponents                      | Marcador      |
| ---------- | ---- | ---- | ----------------------- | ------------- | ----------------------------- | ------------- |
| Finalista  | 1.   | 1931 | Wimbledon Championships | Josane Sigart | Phyllis King Dorothy Shepherd | 6−3, 3−6, 4−6 |
| Guanyadora | 1.   | 1932 | Wimbledon Championships | Josane Sigart | Elizabeth Ryan Helen Jacobs   | 6−4, 6−3      |